# Leucomicra fuscaria
Leucomicra fuscaria är en fjärilsart som beskrevs av William Schaus 1901. Leucomicra fuscaria ingår i släktet Leucomicra och familjen mätare. Inga underarter finns listade i Catalogue of Life.